# Josef Řebíček
Josef Řebíček (7. února 1844 Praha – 24. března 1904 Berlín) byl český houslista, skladatel a dirigent.

## Život
Josef Řebíček studoval v osmi letech hru na klavír v hudební škole Josefa Proksche, v jedenácti pak hru na housle na místní konzervatoři u Mildnera. Byl zaměstnán ve Výmarském dvorním orchestru u F. Liszta. V 19 letech byl koncertním mistrem nezávislého orchestru v Praze, později v pražském Deutsches Landestheater. V roce 1866 přišel do Wiesbadenu jako koncertní mistr, pak byl až do konce roku 1882 hudebním ředitelem královského divadla. Ve Wiesbadenu v letech 1866 až 1882 prosazoval uvádění děl Richarda Wagnera, na čemž se významně podílela jeho manželka, zpěvačka Elisabeth Řebíček-Löffler, se kterou se seznámil ve Wiesbadenu a oženil se v roce 1873.
Ve Varšavě vystřídal 13. ledna 1883 Adama Muenchheimera a v roce 1891se přestěhoval do Budapešti, kde vystřídal Gustava Mahlera. V Budapešti působil dva roky a v roce 1893 se vrátil do Wiesbadenu, kde zůstal až do roku 1897. V roce 1897 se stal dirigentem tehdejší Berlínské filharmonie.
Řebíček zemřel v roce 1904 a byl pohřben na dorotheenstadtském hřbitově v Berlíně. Hrobka existovala do 50. let 20. století, dnes již neexistuje.

## Dílo (výběr)
- Sonate für Violine und Klavier op. 3
- Drei Romanzen für Violine und Klavier op. 4
- Festspiel nach Textvorlage von G. von Hülsen und J. Lauff
- Symphonie in H-moll